# Georges Dayan
Georges Dayan, né le 6 mars 1915 à Oran (Algérie française) et mort le 28 mai 1979 dans le 14e arrondissement de Paris, est un homme politique français.

## Biographie

### Jeunesse et études
Georges Dayan naît le 6 mars 1915 dans une famille juive d'Oran. Il étudie à l'université de Paris, où il obtient une licence de droit, et à l'École libre des sciences politiques.

### Parcours professionnel
Georges Dayan exerce la profession d'avocat dans sa ville natale et fréquente notamment Albert Camus.
Il quitte l'Algérie pour s'inscrire au barreau de Paris en 1947, et commence une carrière politique, comme collaborateur de François Mitterrand, avec qui il est lié d'amitié depuis l'avant-guerre. Il fait partie des rares collaborateurs du futur président à le tutoyer. Il est systématiquement membre des cabinets de ce dernier lorsque celui-ci exerce une responsabilité ministérielle pendant la IVe République.
Il s'engage au sein de l'UDSR dont il est le secrétaire général adjoint de 1952 à 1962.
En 1956, il est nommé Maître des requêtes au Conseil d'État, institution dans laquelle il fera le reste de sa carrière professionnelle. La même année, il est tête de liste de l'UDSR en Saône-et-Loire. Sa liste obtient 1,86 % des suffrages exprimés et n'a pas d'élu.
En 1965, il participe à la création, derrière Mitterrand, de la Convention des institutions républicaines. Il en sera le vice-président entre 1970 et 1971. Il siège aussi à la commission exécutive de la FGDS et, après son élection comme député de la 1re circonscription du Gard en 1967, est vice-président du groupe FGDS à l'Assemblée Nationale.
Il perd cependant son siège en  1968 mais poursuit son implantation électorale dans le Gard, étant élu maire de Caveirac en 1971 jusqu'en 1977.
En 1971, il participe au congrès d'Epinay et rejoint donc le Parti socialiste. Il siège ensuite pendant plusieurs années dans les instances dirigeantes de ce parti, notamment au comité directeur.
En 1977, il quitte le Gard pour participer à la campagne municipale à Paris. Il est élu au conseil de Paris dont il préside le groupe des élus socialistes. Il devient également sénateur de Paris en 1977.

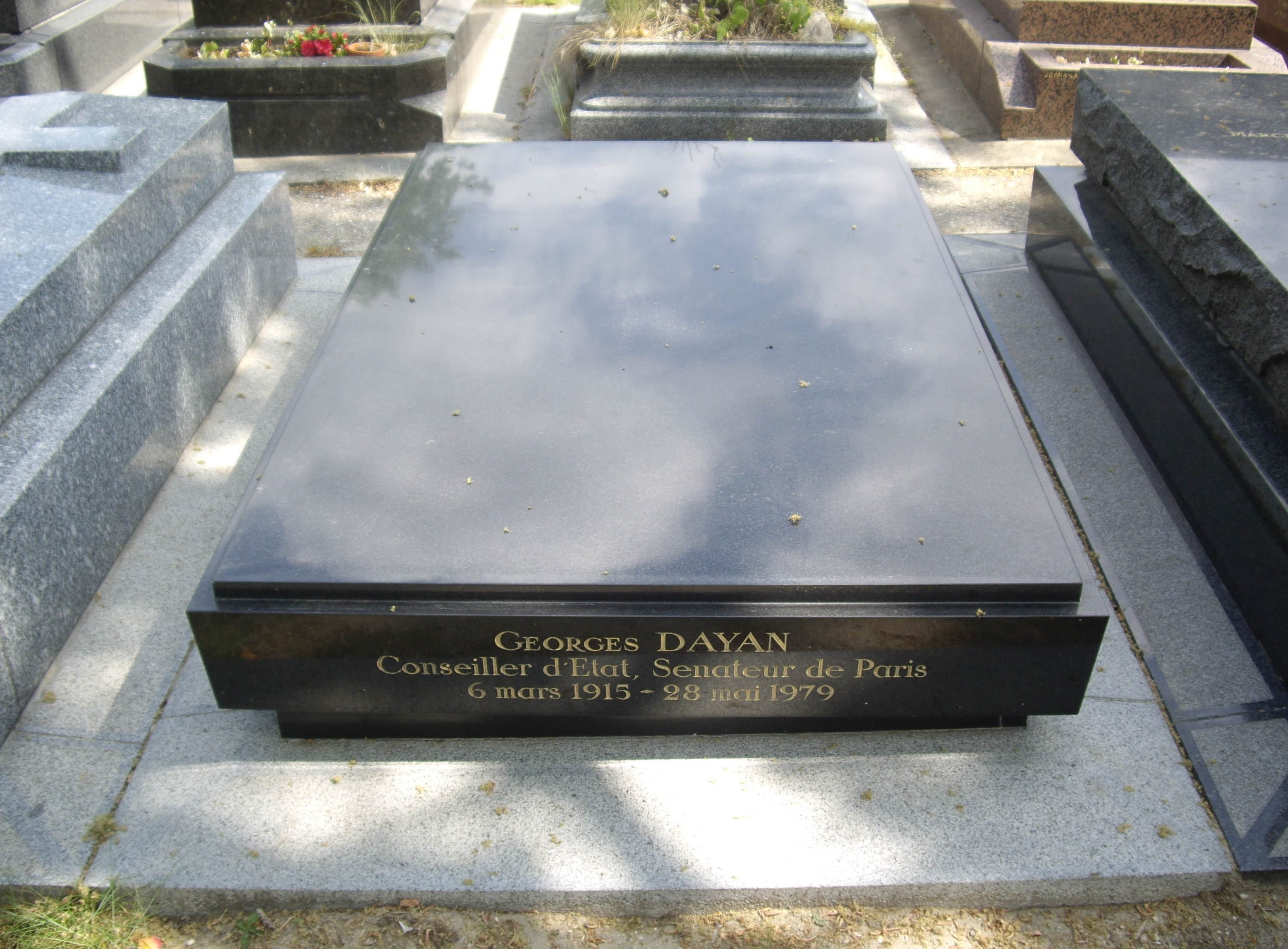
Tombe de Georges Dayan au cimetière du Montparnasse (division 13).

En 1978, il est victime d'une rupture d'anévrisme, et meurt d'une crise cardiaque l'année suivante.
Après la mort de Georges Dayan, François Mitterrand se rendait occasionnellement sur sa tombe au cimetière du Montparnasse (division 13), où il vint notamment le 11 mai 1981 au lendemain de sa victoire à l'élection présidentielle.
L'ancienne orangerie du château de Caveirac fut baptisée à son nom en 1981 lors d'une visite du président François Mitterrand. Une avenue de Nîmes fut également baptisée à son nom. François Mitterrand vint en personne l'inaugurer en juin 1982.
Il est l'oncle du journaliste Pierre Bénichou. Son épouse Irène est décédée en février 2018.